# La Guacamaya, Puebla
La Guacamaya är en ort i Mexiko.   Den ligger i kommunen San Sebastián Tlacotepec och delstaten Puebla, i den sydöstra delen av landet, 270 km sydost om huvudstaden Mexico City. La Guacamaya ligger 1 040 meter över havet och antalet invånare är 241.
Terrängen runt La Guacamaya är huvudsakligen bergig, men åt sydost är den kuperad. Runt La Guacamaya är det ganska tätbefolkat, med 139 invånare per kvadratkilometer. Närmaste större samhälle är San Martín Mazateopan, 12,8 km norr om La Guacamaya. I omgivningarna runt La Guacamaya växer i huvudsak städsegrön lövskog.